# HC Škoda Plzeň
A HC Škoda Plzeň egy cseh jégkorongcsapat Plzeňben. A csapat az első osztályú Tipsport Extraligában játszik. A klub egyszeres cseh bajnok.

## Története
A csapatot 1929-ben alapították BK Hradec Králové néven.

### Korábban használt nevek
- 1929 – Hokejový odbor při SK Viktoria Plzeň (Hokejový odbor při Sportovním klubu Viktoria Plzeň)
- 1948 – Sokol Plzeň IV
- 1949 – ZSJ Škodovy závody (Závodní sportovní jednota Škodovy závody)
- 1952 – ZSJ Leninovy závody (Závodní sportovní jednota Leninovy závody)
- 1953 – Spartak Plzeň LZ (Spartak Plzeň Leninovy závody)
- 1965 – TJ Škoda Plzeň (Tělovýchovná jednota Škoda Plzeň)
- 1991 – HC Škoda Plzeň (Hockey Club Škoda Plzeň)
- 1994 – HC Interconnex Plzeň (Hockey Club Interconnex Plzeň)
- 1995 – HC ZKZ Plzeň (Hockey Club Západočeské keramické závody Plzeň)
- 1997 – HC Keramika Plzeň (Hockey Club Keramika Plzeň)
- 2003 – HC Lasselsberger Plzeň (Hockey Club Lasselsberger Plzeň)
- 2009 – HC Plzeň 1929 (Hockey Club Plzeň 1929)
- 2012 – HC Škoda Plzeň (Hockey Club Škoda Plzeň)

## Helyezések
Cseh Extraliga-bajnok: 2012-13